# Ahkal Mo' Naab' II
Ahkal Mo' Naab' II, aussi connu sous les noms Chaacal II ou Akul Anab II (né le 3 septembre 523 - mort le 23 juillet 570), est un « ajaw » (souverain) de la cité maya de Palenque. Il règne du 4 mai 565 jusqu'à sa mort. Il semble être le frère de Kan B'alam I.